# Lilium tianschanicum
Lilium tianschanicum là một loài thực vật có hoa trong họ Liliaceae. Loài này được N.A.Ivanova ex Grubov miêu tả khoa học đầu tiên năm 1977.